# یواس‌اس آلامو (ال‌اس‌دی-۳۳)
یواس‌اس آلامو (ال‌اس‌دی-۳۳) (به انگلیسی: USS Alamo (LSD-33)) یک کشتی است که طول آن ۵۱۰ فوت (۱۶۰ متر) می‌باشد. این کشتی در سال ۱۹۵۶ ساخته شد.